# 馬入堂山城

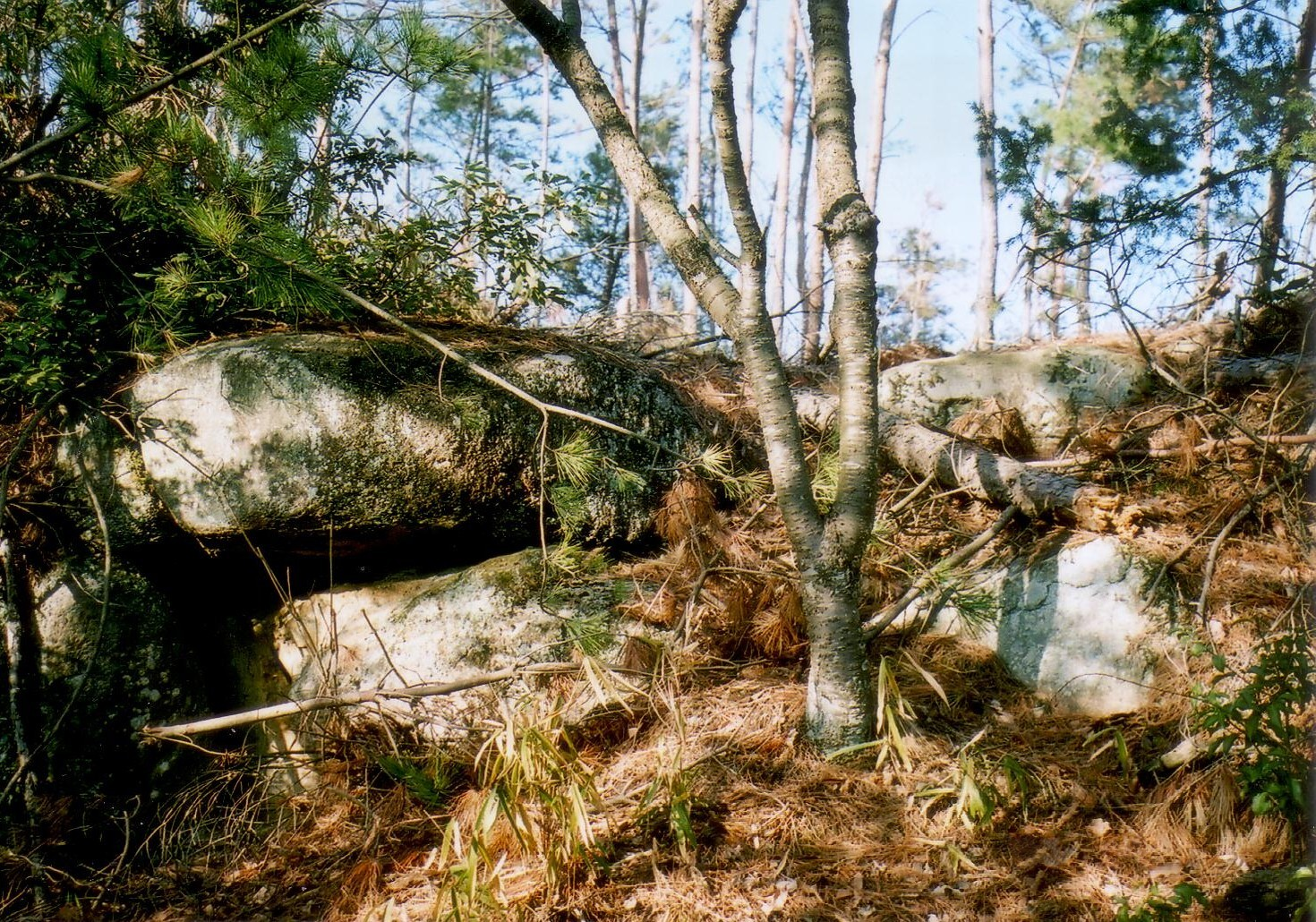
山頂現景1

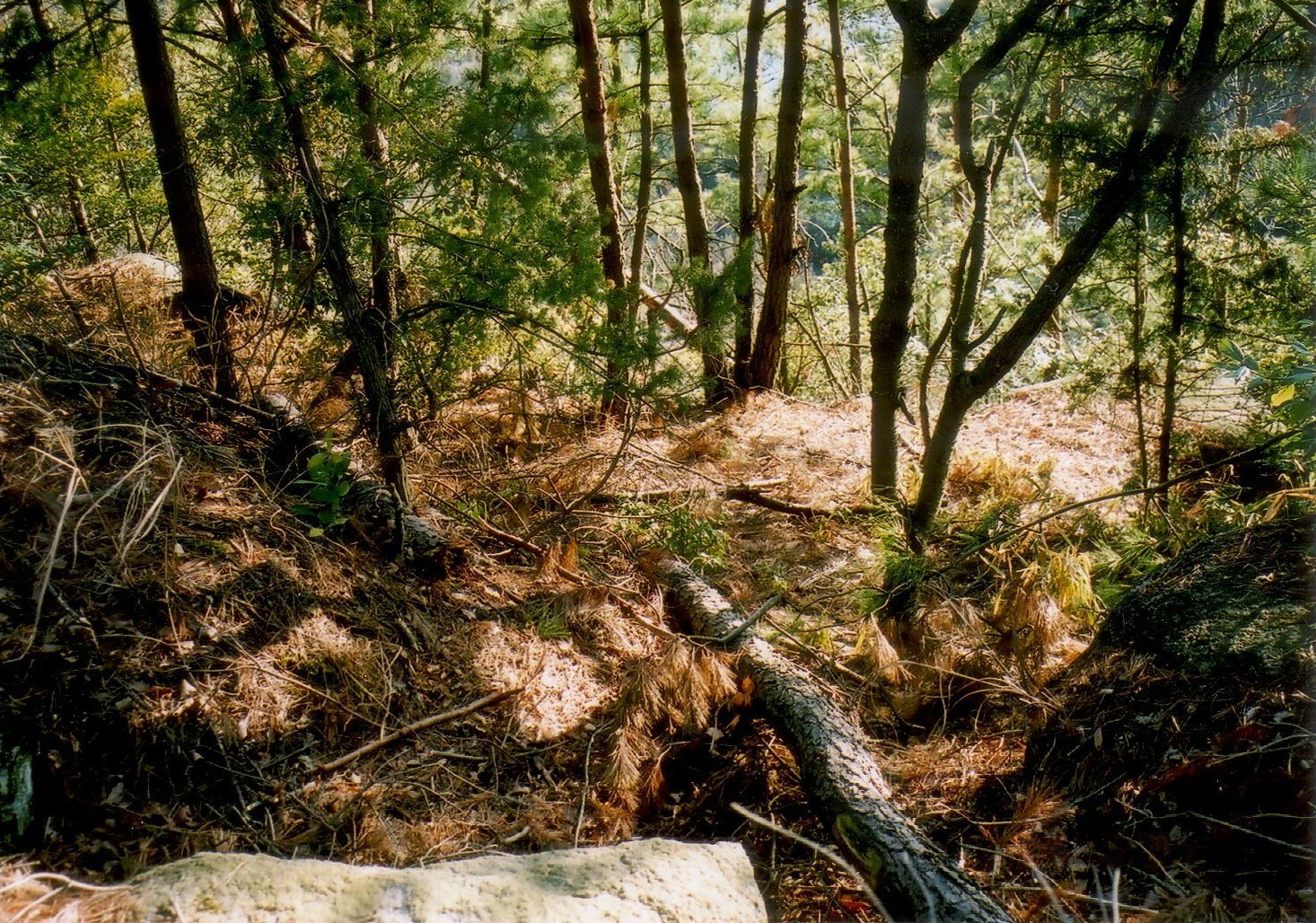
山頂現景2

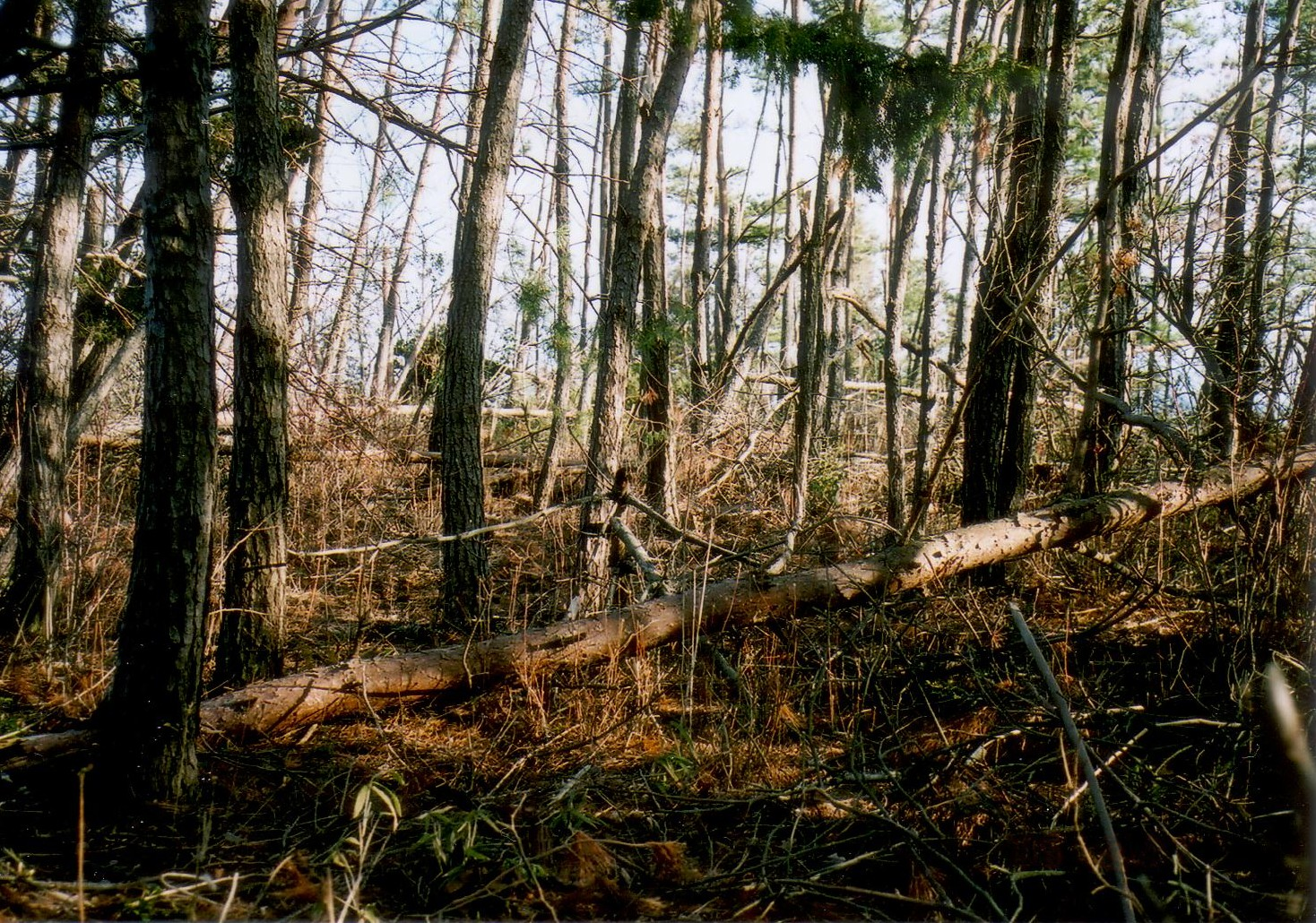
山頂現景3

馬入堂山城（ばにゅうどうざんじょう）は、岡山県倉敷市真備町市場の馬入山にあった日本の城（山城）。別名馬場入道山城。

## 概要
馬入堂山城は、別名を馬場入道山城といい、八代の鬼邑山城と並んで市場の馬入山頂にあった城で、築城年や築城者は不明であるが、旧山陽道や河辺の渡しを間近に見下ろし備中の要所を占める城として、かなりの規模のものであったと伝えられている。
永正6年（1509年）、室町幕府第10代将軍・足利義稙の命により備中に遣わされた上野信孝に伴ってきた一族の白神果春が、曾能郷近郷を知行してこの城に入り、その嫡子・白神帯刀が、備中兵乱ともいわれた天正年中の内紛沙汰に加わることを避けてこの城を下りるまで、二代六十有余年に亘り居城とした。
その後、この城は再び利用されることは無く廃城となり、城址（馬入山）は、嵯峨野村（市場村）の管理となった。
天正3年（1575年）、小早川隆景率いる毛利軍の鬼身城攻撃にあたり、鬼邑山城に穂井田元清が、また馬入堂山城に宍戸隆家が陣を布いたなどという説があるが、これについては、実際の立地や地形を何ら承知しない後人が史実に絡めて脚色した虚説であるともいわれており、事実は未詳である。

## 観光的な役割
- 馬入山の山頂からは木村山・伊予部山・総社市街・真備周辺などが展望できる。
- 以前は、ところの薗小学校や岡田小学校などの遠足登山コースであった。

## 最寄駅
- JR伯備線清音駅、井原線川辺宿駅